# Behandla Autism Nu
Förbundet Behandla Autism Nu! förkortat BAN! (på engelska Autism Research Institute (ARI)) är en ideell organisation som drivs av föräldrar till barn med autismspektrumdiagnoser. BAN har en syn som inte har stöd i dagens forskning på vad som orsakar autism och menar även på att autism är någonting man kan behandla och ibland även bota.
Den amerikanska föreningen startade i Kalifornien 1995. Föreningen startades av läkare, forskare och engagerade föräldrar som hade som gemensamt mål att hitta effektiva behandlingar mot autism. Föreningen menade att psykofarmaka varken är det enda eller bästa sättet att behandla autism, utan man använder olika metoder utan vetenskapligt stöd.
En av de mest kända medlemmarna är skådespelaren och modellen Jenny McCarthy, som påstår att hon botade sin sons påstådde autism med hjälp av rätt kost och meditation.